# Râul Valea Glăjăriei, Ghimbășel
Râul Valea Glăjăriei este un curs de apă, afluent al Pârâului Mare, care se varsă în râul Ghimbășel, aflat în Munții Bucegi, în zona cunoscută ca Pichetul Roșu.

## Geografie
Râul Valea Glăjăriei are opt afluenți, cinci de stânga, Bucșoiu, Valea Rea, Vâlcelul Îndrăcit, Mălăiești și Velicanul, respectiv trei afluenți de dreapta, Armăsarul, Vâlcelul Dihamului și Nisipu.

## Hărți
- Harta Județului Brașov
- Harta Munților Bucegi  Arhivat în 28 mai 2008, la Wayback Machine.
- Harta Munților Postăvaru  Arhivat în 3 august 2008, la Wayback Machine.